# Кільцева автодорога ІІІ (Гельсінкі)
| KEHÄ RING | III |

| 103 |

| 50 | E18 |

Кільцева автодорога ІІІ (фін. Kehä III, швед. Ring III) — автострада у Великому Гельсінкі. Зовнішня КАД Гельсінкі. Перетинає громади Вантаа, Гельсінкі, Еспоо та Кіркконуммі. Дорога має форму напівкола, довжину 46 км і тільки не велика частина автостради прямує тереном власне Гельсінкі.

## Огляд
Будівництво КАД III було розпочато в 1962 році на базі існуючої дороги. Будівництво було завершено в 1972 році, дорога мала спочатку лише одну смугу в кожному напрямку руху. Більшість ділянок дороги з тих пір були розширені, і мають як мінімум, дві смуги руху в кожному напрямку, хоча найзахідніший кінець все ще має одну смугу.
З моменту відкриття автостраду весь час вдосконалювали та розширяли.
Європейський маршрут E18 прокладено через КАД III, обминаючи центр Гельсінкі.